# ناتالی آلین لیند
ناتالی آلین لیند (انگلیسی: Natalie Alyn Lind؛ زادهٔ ۲۱ ژوئن ۱۹۹۹) هنرپیشه اهل ایالات متحده آمریکا است. وی از سال ۲۰۰۶ میلادی تاکنون مشغول فعالیت بوده‌است. وی در مجموعه تلویزیونی گاتهام نقش‌آفرینی کرده است. او بیشتر بخاطر بازی نقش لورن استراکر در سریال با استعداد به شهرت رسید.